# Vahe Yaġmowryan
Vahe Yaġmowryan (in armeno Վահե Յաղմուրյան?; 2 luglio 1971) è un ex calciatore armeno, di ruolo attaccante.

## Palmarès

### Club

#### Competizioni nazionali
- Campionato armeno: 1

Ararat: 1993
- Coppa dell'Indipendenza: 4

Ararat: 1992-1993, 1993-1994, 1994-1995, 1996-1997

### Individuale
- Capocannoniere del campionato armeno:

1992 (38 reti)